# التالبي (ذمار)
التالبي هي إحدى قرى الجمهورية اليمنية. وهي تتبع جغرافيًا لمحافظة ذمار. وإداريًا لمديرية عنس. يبلغ تعداد سكانها 3753 نسمة حسب الإحصاء الذي جرى عام2004.وقرية التالبي من قرى قبيلة زُبيد بن عنس، وتُعد أكبر القرى بمخلاف زُبيد الوادي والسائلة، ويوجد في القرية معالم أثرية عدة ولها شواهد تاريخية، وتتمتع أيضاً بمناظر طبيعية خلابة.

## التاريخ
قرية التالبي هي إحدى أفخاذ قبيلة زُبيد الـمذحجية الـقحطانية التي تعد من أكبر القبائل العربية في الوطن العربي، شاركت في الفتوحات الإسلامية في صدر الإسلام، كان منهم أبوبكر الزبيدي، والصحابي الجليل الحارث بن عمير الزبيدي، والصحابي الجليل، الشاعر الفارس عمرو بن معدي كرب الزبيدي وهو صاحب سيف الصمصامة وبطل من أبطال الإسلام، شهد معركة القادسية وأبلى فيها بلاء حسنا وكان من رجالها المعدودين، وهو إلى ذلك شاعر مُجيد.
وللقرية تاريخها المشهود على مر العصور، وتوجد فيها حصون وقلاع تاريخية أشهرها وأقدمها حصن المدينة التاريخية التي تقع في قمة جبل (مثوة) المنيع والذي شهد معارك عدة، ولا زالت شواهد الحصن والمدينة حتى اليوم، وكانت آخر معارك شهدها حصن مثوة إبان الدولة الصليحية، حيث دارت معارك بينها وبين دولة آل نجاح في المنطقة، فقاموا بشن حملة عسكرية على حصن مثوة، بعد أن استغلت دولة آل نجاح انشغال الصليحيين في غزوهم للحجاز، فقام أبو الحسن الصليحي فور عودته من رحلته إلى الحجاز بإخضاع الخارجين على دولته من زُبيد (بضم الزاي وفتح الباء) وعنس واستولى على حصن مثوة.

ويرجح الأثريون أن تسمية التالبي بهذا الأسم مشتق من اسم (تالب ريام) وهو أحد إلهة سبأ وورد اسمه في الكثير من النقوش التاريخية اليمنية.

## المعالم الأثرية
هناك العديد من المعالم والشواهد التاريخية والأثرية للقرية ونذكر أهمها على وليست على سبيل الحصر:
حصن مثوة: يقع الحصن في سفح جبل مثوة المنيع والذي يعتبر أعلى قمة جبلية في مديرية عنس والمنطقة الوسطى، وقد ورد ذكر الحصن في مؤلفات عدة، وقد ذكره الهمداني في كتابه (صفة جزيرة العرب) على أنه كان مصنع من مصانع دولة سبأ من مخلاف ذي رعين، وذكرت أيضاً على أنها قلعة، ويوجد للحصن بوابة وحيدة من الجهة الجنوبية للجبل المحاط بسور حجري يصعب تجاوزه، وللمدينة أو الحصن مصدراً للمياه، عبارة عن عين ماء أعلى الجبل وتقع أسفل التلة التي يقع عليها القصر في الجهة الشمالية من الجبل وتسمى باسمه، معالم الحصن والمدينة القديمة لا زالت باقية حتى اليوم، كما توجد مصادر مياه أخرى وهي عبارة عن سد كبير وعدة برك لحفظ مياه الأمطار مبنية بطرق هندسية فريدة.
وما تزال الكثير من المعالم باقية حتى اليوم، مثل معالم القصر الكبير أيضاً معالم سور يحيط بالمدينة أو الحصن،وكذلك معالم للسد الذي يقع في الجهة الشمالية الغربية.
حصن كحلان: وهو حصن صغير يقع على سفح جبل صغير أسفل جبل مثوة من الجهة الجنوبية، وكان يعتبر بمثابة حامية ونقطة رقابة عسكرية ويوجد على سفحه بركة ماء وبقايا الحصن أو الرقابة.
حصن السهلة: وهو حصن يقع على سفح جبل صغير أسفل جبل مثوة من الجهة الشرقية وهو كغيره من الحصون والقلاع المحيطة بالجبل من جميع الاتجاهات بمثابة حامية ونقطة رقابة عسكرية.
السد القديم: كانت معالمة باقية حتى تم بناء سد جديد أسفل منه فطمره بالمياه.

## المساحة والتضاريس
تبلغ مساحة التالبي حوالي 16 كيلومتر مربع.
وتضاريس القرية يغلب عليها الهضاب والمرتفعات الجبلية ومن أشهرها جبل مثوة المشهور والذي ورد ذكره ويوجد فيها وادي على مرور سائلة، وتتنوع الزراعة في وادي التالبي، حيث ما زال الوادي يزرع الحبوب مثل الذرة البضاء والذرة الصفراء والشعير والقمح، وتقدر المساحة الصالحة للزراعة في القرية بنسبة 15% من المساحة.

## السكان
يبلغ عدد سكان قرية التالبي حسب التعداد السكاني للعام 2004م (3753) نسمة وهي الإحصائية المعتمدة حتى تاريخنا هذا، كما يبلغ عدد المساكن بحسب التعداد أيضاً (677) مسكناً وبلغت عدد الأسر (596) أسرة وتتوزع نسب السكان كما هو موضح في الجدول:
| محلة                 | عدد المساكن | عدد الأسر | الذكور | الأناث | الإجمالي |
| الشعراء (بيت الهدور) | 56          | 49        | 148    | 187    | 335      |
| بيت عبيه             | 84          | 68        | 230    | 256    | 486      |
| جرن الفاس            | 30          | 25        | 100    | 103    | 203      |
| الجرين               | 80          | 77        | 248    | 283    | 531      |
| الغول                | 26          | 25        | 71     | 100    | 171      |
| الجبوب               | 93          | 84        | 288    | 303    | 591      |
| نادب                 | 24          | 23        | 46     | 81     | 127      |
| الحافه               | 90          | 77        | 206    | 201    | 407      |
| الميدان              | 84          | 73        | 194    | 207    | 401      |
| الحصن                | 111         | 96        | 220    | 281    | 501      |
| الإجمالي             | 677         | 596       | 1751   | 2002   | 3753     |

## خصائص السكان والبنى التحتية
يتصف أبناء التالبي بسعة صدورهم وتعاونهم وغيرتهم على قريتهم والمنطقة بشكل عام ..
من المعالم التاريخية في قرية التالبي المسجد الكبير والصومعة (المنارة) .. وجبل مثوة يبلغ
...
وجدت الخدمات الأساسية في قرية التالبي في بداية التسعينات منها الكهرباء والهاتف الثابت ومشروع مياة التالبي ويوجد في قرية التالبي مركز صحي
وكذلك مدرسة .. اساسية ثانوية
ومكتب زراعي وكذلك يوجد حاجز مائي
حارات وشوارع قرية التالبي :
الشعراء
المجعارة
الميدان
الجرين
الجبوب
نادب
جبوبة جيش
الغول
غول بني نه
بيت عبيه
الصرم
جرن الفأس
باب القاضي
وغيرها

## الحدود
حدود قرية التالبي
يحدها من الشرق قرية ذي عطاء
ومن الغرب قرية بيت العشاوي (الرضمه)
ومن الشمال الغربي قرية المطاحن
ومن الجنوب الشرقي القابل وعرام
ومن الجنوب قرية بيت المقبلي (الرضمة).